# Каринский, Владимир Михайлович
Владимир Михайлович Каринский (1874 — ?) — российский философ; последний дореволюционный профессор кафедры философии Харьковского университета.

## Биография
Родился в Санкт-Петербурге 18 сентября 1874 года; сын российского философа и логика М. И. Каринского и Маргариты Викторовны Каринской (урожд. Зотиковой), младший брат филолога-слависта Н. М. Каринского.
В 1897 году окончил историко-филологический факультет Санкт-Петербургского университета с дипломом 1-й степени, после чего был оставлен в университете, с 7 октября 1897 года по 1 января 1900 года, — для «приготовления к профессорскому званию». В 1899—1901 годах В. М. Каринский преподавал педагогику, психологию и историю философии в Смольном институте, а с ноября 1901 по май 1905 года был также преподавателем истории в Мариинской женской гимназии. Весной 1902 года успешно сдал магистерский экзамен по философии, и после двух пробных лекций в июле 1902 года был определён приват-доцентом кафедры философии Санкт-Петербургского университета, начав преподавательскую деятельность со спецкурса «Вопрос о познании в новой философии». В 1904/1905 уч. году он читал курс лекций «Философская система Лейбница».
С мая 1905 года по конец апреля 1907 года находился в командировке за границей, главным образом в Германии. Помимо факультативного посещения лекций и семинаров в некоторых университетах, работал над магистерской диссертацией в Лейбницевском архиве в Ганновере.
После возвращения в Санкт-Петербург с 1 мая 1907 года принят на работу в Императорскую Публичную Библиотеку; 20 марта 1908 года назначен заведующим отделением философии и педагогики библиотеки, а 30 июня 1911 года переведён на должность старшего помощника библиотекаря.
Кроме того, с 1 сентября 1907 года по 1 августа 1910 года преподавал логику и психологию в Императорской Николаевской Царскосельской гимназии и, одновременно, в качестве приват-доцента — философию, логику и психологию на Высших женских курсах{{{текст}}}[уточнить].
В этот период (1907—1913) в Санкт-Петербургском университете «приват-доцент В. М. Каринский читал лекции на темы: „Вопрос о познании в новой философии до Канта“ и „Вопрос о познании в новейшей философии“ (после Канта). Вёл семинары и просеминары по „Критике чистого разума“ Канта, „Государству“ Платона, „Метафизическим размышлениям“ Декарта, „Этике“ Спинозы, по „Рассуждению о метафизике“ Лейбница».
Защитил 23 сентября 1912 года в Санкт-Петербургском университете магистерскую диссертацию «Умозрительное знание в философской системе Лейбница» (СПб.: тип. М. А. Александрова, 1912. — 379 с. — Записки Историко-филологического факультета Санкт-Петербургского университета; Ч. 109). Во «Введении» В. М. Каринский высказывал свою благодарность историко-филологическому факультету и своему учителю, «<…> глубокоуважаемому представителю философских наук в этом Факультете профессору Александру Ивановичу Введенскому». Рецензию на эту работу В. М. Каринского написал другой ученик А. И. Введенского, известный философ Н. О. Лосский. Кроме В. М. Каринского и Н. О. Лосского, в это время и другие ученики А. И. Введенского преподавали философию в Санкт-Петербургском университете, в том числе логик С. И. Поварнин (1870—1952) и неокантианец И. И. Лапшин (1870—1952). Все они состояли членами философского общества при Санкт-Петербургском университете, основателем и руководителем которого был их учитель, профессор А. И. Введенский.
С 1 сентября 1913 года В. М. Каринский был назначен исправляющим должность экстраординарного профессора кафедры философии Харьковского университета. Имел чин статского советника.
В 1920 году стал профессором Института общественных наук Харьковской академии теоретических знаний, вместо которого 1 июня 1921 года был открыт Харьковский институт народного образования, где Каринский стал профессором по кафедре европейской культуры. Судьба после 1929 года неизвестна, предположительно был расстрелян в начале 1930-х годов (1932?).

## Библиография

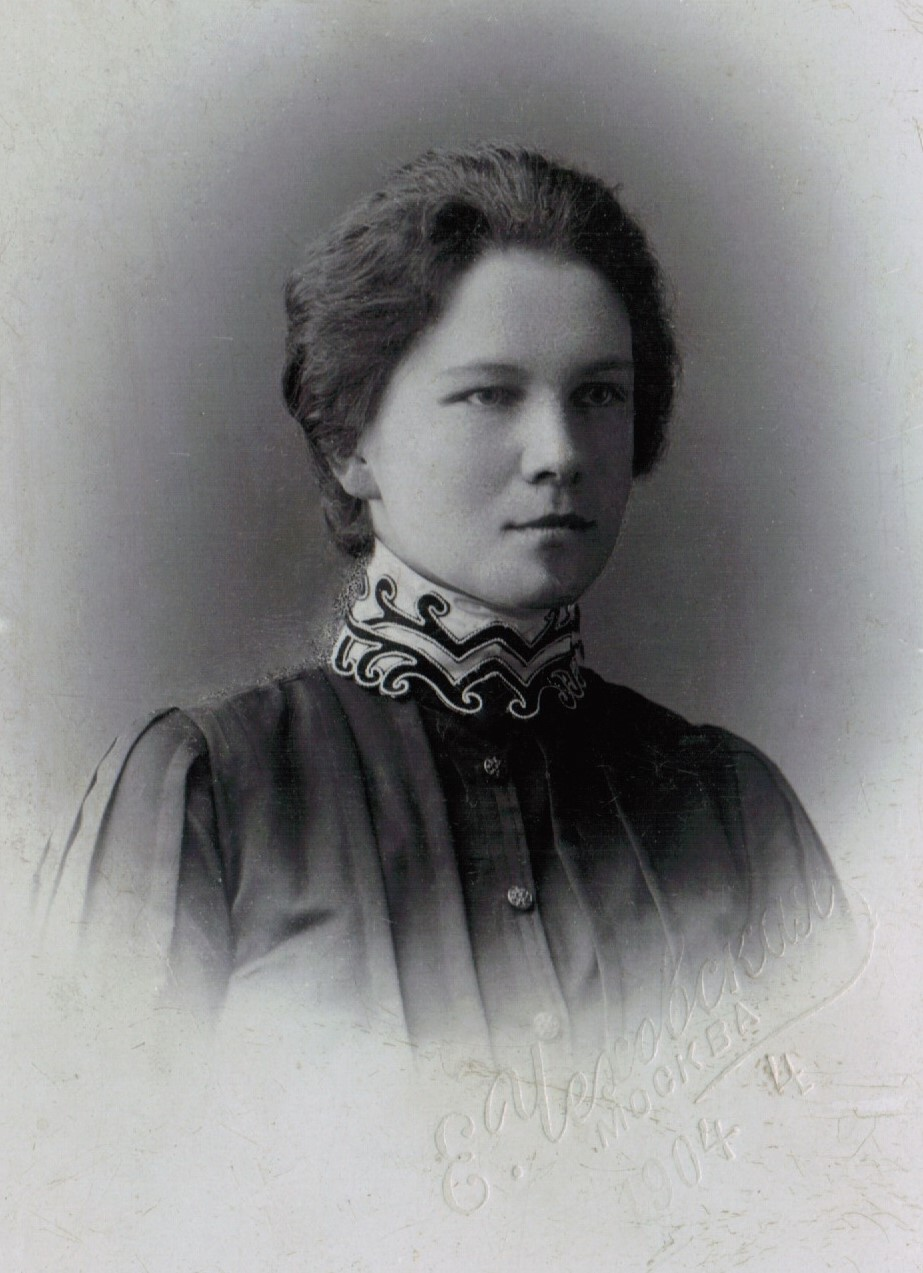
Агния Григорьевна Каринская. Москва, 1904 год.

## Семья
Был женат на Агнии Григорьевне Овчинниковой, дочери священника, учительнице церковно-приходской школы в д. Зареченская Холмогорского уезда Архангельской губернии. Их дети:
- Валентина (1906—1992)
- Татьяна (1908—1994)
- Дмитрий (1909—1992)
- Наталья (?—?)
- Алексей (?—?)
- Кирилл (1913—1918)